# Campionati italiani assoluti di scherma del 1942
I Campionati italiani assoluti di scherma del 1942 sono stati organizzati dalla Federazione Italiana Scherma.
Nel fioretto, si sono aggiudicati i titoli dei campionati italiani Manlio Di Rosa e Albertina Cei, entrambi alla loro prima affermazione.
Il titolo della spada è andato per la prima volta a Roberto Battaglia.
Nella sciabola Aldo Montano ha vinto il suo titolo nazionale maschile dopo quello del 1935.
Il campionato italiano di fioretto a squadre femminile è andato per la seconda volta consecutiva alla Ginnastica Triestina.

## Podi

### Uomini
| Specialità  | Oro               | Argento | Bronzo |
| Individuali |                   |         |        |
| Fioretto    | Manlio Di Rosa    | -       | -      |
| Spada       | Roberto Battaglia | -       | -      |
| Sciabola    | Aldo Montano      | -       | -      |

### Donne
| Specialità  | Oro                    | Argento | Bronzo |
| Individuali |                        |         |        |
| Fioretto    | Albertina Cei          | -       | -      |
| A squadre   |                        |         |        |
| Fioretto    | Ginnastica Triestina - | -       | -      |